# Пуздерко Микола Олександрович
Пуздерко Микола Олександрович (13 червня 1990, Черкаси, Україна) — український фристайліст, фахівець із лижної акробатики, учасник Олімпійських ігор 2014 року.

## Олімпійські ігри
Виступи на Олімпійських іграх
| Рік  | Місце проведення | Дисципліна | Результат |
| ---- | ---------------- | ---------- | --------- |
| 2014 | Сочі, Росія      | акробатика | 20        |

## Чемпіонат світу
Виступи на чемпіонатах світу:
| Рік  | Місце проведення         | Результат |
| ---- | ------------------------ | --------- |
| 2013 | Восс, Норвегія           | DNS       |
| 2015 | Шенберг-Лахталь, Австрія | 21        |
| 2021 | Алмати, Казахстан        | 26        |

## Кубок світу
Підсумкові результати по кожному сезону:
| Сезон   | Акробатика | Набрані очки |
| ------- | ---------- | ------------ |
| 2010–11 | 37         | 11           |
| 2011–12 | 35         | 24           |
| 2012–13 | 27         | 40           |
| 2013–14 | 30         | 32           |
| 2014–15 | 23         | 74           |
| 2015–16 | 21         | 104          |
| 2019–20 | 24         | 67           |
| 2020–21 | 28         | 60           |